# Kinesisk-sovjetiske konflikt i 1929
Den kinesisk-sovjetiske konflikt i 1929 (kinesisk: 中東路事件, russisk: Конфликт на Китайско-Восточной железной дороге) var en væbnet konflikt mellem Sovjetunionen og Republikken Kina (1912-1949), efter at den kinesiske krigsherre Zhang Xueliang havde taget kontrollen over den fælles sovjetisk-kinesiske styrede Kinesiske Østjernbane.
De sovjetiske enheder besejrede de kinesiske styrker og den 22. december 1929 undertegnedes Khabarovsk-traktaten, der genoprettede jernbanens status som fælles sovjetisk-kinesisk.
Konflikten var den største sovjetiske militære test for den reorganiserede Røde Hær i tiden mellem Den Russiske Borgerkrig og Sovjetunionens indtræden i 2. verdenskrig. 

## Konfliktens baggrund
Den Kinesiske Østjernbane blev bygget i årene 1889-1903 som en genvej for Den transsibiriske jernbane mellem de russiske byer Tjita og Vladivostok via det kinesiske Manchuriet. Desuden blev der oprettet en sydlig linje fra Harbin mod syd til Port Arthur. Jernbanen og dens befæstninger blev opført af russerne, efter at der var blevet bevilget en koncession fra Qing-dynastiet. Jernbanen blev administreret fra Harbin.
Under den Russisk-japanske krig i 1905 mistede russerne kontrollen med den sydlige del af jernbanen og under borgerkrigen fra 1917 og helt frem til 1924 var jernbanen under de hvide styrkers kontrol.
I 1924 indgik Sovjetunionen aftaler både med Republikken Kina (1912-1949) under Sun Yat-sen og med regeringen i Mukden om fælles ledelse af jernbanen. I praksis betød aftalen, at der i stor udstrækning var ansat sovjetiske arbejdere og at ledelsen af jernbanen i Harbin var dirigeret fra Moskva.
Den kinesiske krigsherre Zhang Zuo-lin, der i årene faktisk regerede Manchuriet, blev dræbt ved et attentat i 1928 og magten overgik til hans søn Zhang Xueliang. Zhang Xueliang tilsluttede sig den republikanske regering, der nu styredes af Chiang Kai-shek, som havde brudt koalitionen med de kinesiske kommunister. Det betød også, at det hidtidige samarbejde med Sovjetunionen blev vanskeliggjort og Zhang Xueliang begyndte at modarbejde den sovjetiske tilstedeværelse ved jernbanen. 
I december 1928 blev det særlige fælles flag over jernbanen taget ned og erstattet af Guomindangs flag.
I slutningen af maj 1929 blev det sovjetiske generalkonsulat i Harbin stormet og 80 personer blev arresteret, hvoraf de 42 var konsulære ansatte. I alt blev der i foråret arresteret mere end 2.000 sovjetborgere med tilknytning til jernbanen mv., som blev holdt fanget i lejre under umenneskelige forhold, adskillige personer blev halshugget. 
Fra sovjetisk side blev der afleveret en note til den kinesiske Chargé d'affaires i Moskva med krav om øjeblikkelig frigivelse af de tilfangetagne og tilbagelevering af beslaglagt ejendom. En del af de kinesiske diplomater forlod Moskva dagen efter. Dette blev fulgt op den 13. juli med en direkte protest til de kinesiske regeringer i Nanking og Mukden. Det blev tillige anført, at der var foretaget troppebevægelser mod grænsen og at man havde grund til at formode, at bl.a. Hvide hærenheder ville foretage angreb. Kina blev derfor alvorligt advaret, hvis ikke man foretog løsladelser og stoppede de ulovlige handlinger. 19. juli brød Sovjetunionen de diplomatiske relationer med Kina. 
Sovjetunionen overførte jernbanens bankindestående til New York, afbrød kommunikationslinjerne på jernbanen, sovjetiske virksomheder i Harbin blev lukket og den tyske generalkonsul blev anmodet om at varetage lokale sovjetiske interesser. Samtidig begyndte sovjetiske fly at overflyve kinesiske byer og lade krigsskibes kanoner pege mod land.

## Kampene
Grænsen mellem Kina og Sovjetunionen er omkring 3000 km lang og udgøres for næsten 5/6 vedkommende af floderne Amur, Argun og Ussuri.
Det anslås at Zhang Xueliangs hær i Manchuriet udgjorde 300.000 mand. 
Stalin gav ordre til at mobilisere langs grænsen til Manchuriet og enhederne blev i august 1929 samlet i den ”særlige fjernøstlige armé” under kommando af Vasilij Konstantinovitj Bljukher, der blev udstationeret og ankom til Khabarovsk den 24. august 1929.  Bljukher havde både kæmpet mod de hvide hære i Fjernøsten under borgerkrigen, og derefter havde han været militærrådgiver for Guomindang samt undervist på det kinesiske militærakademi i Whampoa. De sovjetiske styrker udgjorde godt 100.000 mand. 
I juli og august havde der været rapporteret forskellige episoder med grænsekrænkelser, snigskytter, angreb på civilbefolkningen mv., og desuden havde grupper af veteraner fra den Hvide hær tilsluttet sig kineserne.   Fra begge sider blev der agiteret voldsomt, og der har utvivlsomt været tale om væsentlige overdrivelser.
Efter en periode med diplomatiske drøftelser satte de sovjetiske styrker den 17. august 1929 et forgæves angreb ind mellem Manzhouli og Zhalainuo'er. Zhalainuo'er var det eneste sted, hvor de sovjetiske styrker led svære tab under konflikten.
Den 12. oktober 1929 foretager sovjetiske skibe under ledelse af kommandøren for den fjernøstlige flåde Jakov Osolin et angreb på og erobrer Lahasusu, der ligger tæt ved Songhua flodens udløb i grænsefloden Amur, og overflyver området. Kineserne flytter derefter deres hovedkvarter til Fujin. På vejen derned foretager kineserne plyndringer og angriber civilbefolkningen. Fra sovjetisk side blev det understreget, at man ikke ville røre civilbefolkningen eller deres ejendele.  Den 31. oktober erobres Fujin og kineserne lider alvorlige tab.
Den 17. november 1929 sætter Bljukher et afgørende angreb ind mod befæstningen ved Manzhouli og langs fronten ved floden Argun med 3 pansrede tog, tanks, fly og 8000 mand. Efter 4 dages kampe den 20. november overgiver garnisonen i Manzhouli sig og kineserne anmoder om optagelse af fredsforhandlinger.  
Den 23. november 1929 starter diplomatiske forhandlinger og de afsluttes den 22. december 1929 med underskrivelsen af Khabarovsk traktaten, der ’status quo ante’ genopretter tilstanden svarende til 1924 aftalerne, dvs. delt ledelse over jernbanen.

## Konsekvenser
Den sovjetiske sejr over Kina blev bemærket over hele verden, både militært og diplomatisk, men også politisk i vurderingen af magtforholdene i Asien. Det var tydeligt at Kina i perioden var enormt svækket af indre uenigheder og at de trods deres enorme menneskelige ressourcer, havde svært ved at modstå et moderne militær. Dette blev tydeligt, da Japan ved årsskiftet 1931-1932 erobrede Manchuriet og oprettede lydstaten Manchukuo. Hermed blev den Kinesiske Østjernbane samtidig mindre betydningsfuld for Sovjetunionen, der valgte at sælge den i 1935 til Manchukuo. 